# Leslie Hope

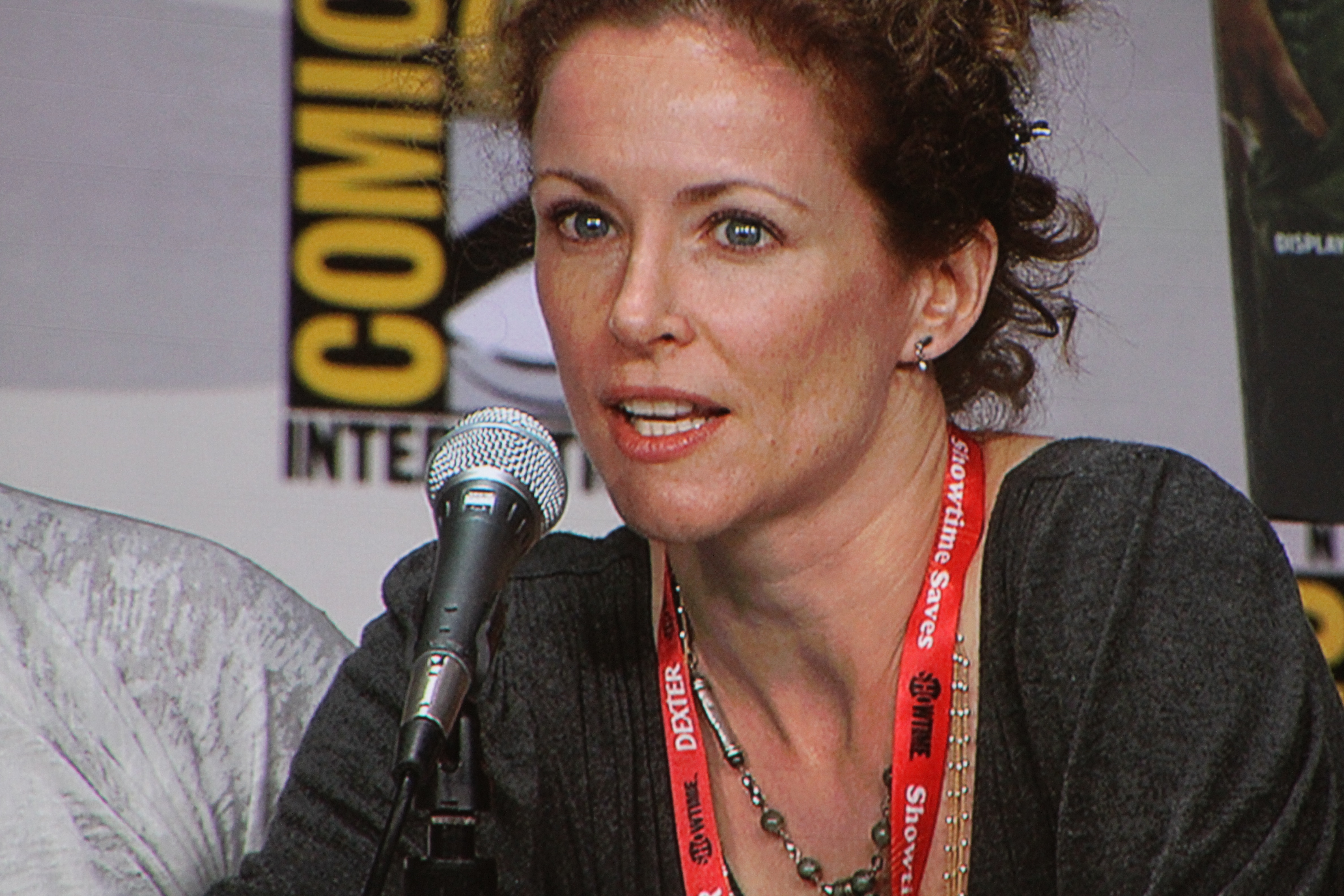
Leslie Hope auf der Comic-Con 2011 in San Diego

Leslie Hope (* 6. Mai 1965 in Halifax, Nova Scotia) ist eine kanadische Schauspielerin und Filmregisseurin.

## Leben
Mit 13 Jahren wollte Hope zur Harvard Law School gehen und Anwältin werden. Da ihr Vater jedoch im Militär tätig war, zog die Familie oft um, unter anderem auch nach Italien. Hope blieb in einem Internat in den USA, um ihr Vorhochschulstudium abzuschließen. Dort änderte sie ihre Karrierepläne und konzentrierte sich auf die Schauspielerei. Als ihre Schule kurz darauf als Drehort für einen Film benutzt wurde, bekam sie ihre erste Rolle. Nachdem Hope John Cassavetes kennengelernt hatte, verhalf dieser ihr zu einer größeren Rolle in dem Film Love Streams.
Nach dem Ende der Dreharbeiten blieb Hope in Los Angeles und arbeitete in den verschiedenen Bereichen von Cassavetes’ Filmfirma, um möglichst viel über Filmproduktionen zu lernen. Danach spielte sie unter anderem mit Matt Dillon im Film Kansas, sowie in David Beairds Kopflos durch die Nacht und Oliver Stones Talk Radio.
Während ihres Aufenthalts in Los Angeles rief Leslie Hope ihr eigene Theatergruppe The Wilton Project ins Leben, welche sie 10 Jahre lang führte. Mit diesem Projekt versuchte Hope, neue Theaterstücke zu kreieren. Parallel zur Theatergruppe arbeitete sie weiterhin als Schauspielerin, Produzentin und Regisseurin in diversen Produktionen.
Vor allem bekannt wurde Leslie Hope mit ihrer Rolle als Teri Bauer in der Fernsehserie 24. Auch spielte sie bei Dr. House in der Folge Letzte Suche aus der ersten Staffel eine Gastrolle.
Seit dem Jahr 2008 inszenierte sie als Regisseurin erste Fernsehfilme. Später folgten Regiearbeiten für Fernsehserien wie Aftermath, Ghost Wars, Van Helsing, Law & Order: Special Victims Unit, The Order, Lost in Space – Verschollen zwischen fremden Welten und Snowpiercer.

## Filmografie (Auswahl)

### Schauspielerin
- 1983: Ups & Downs
- 1984: Love Streams
- 1985: Berrenger's (Fernsehserie, 12 Episoden)
- 1985–1986: Unter der Sonne Kaliforniens (Knots Landing, Fernsehserie, 6 Episoden)
- 1986: Allison Tate (The Education of Allison Tate)
- 1986: Gesetz des Terrors (Sword of Gideon, Fernsehfilm)
- 1988: Kansas
- 1988: Kopflos durch die Nacht (It Takes Two)
- 1988: Talk Radio
- 1988–1989: Feuersturm und Asche (War and Remembrance, Miniserie, 5 Episoden)
- 1990: Men at Work
- 1990: Geld stinkt nicht (Working Tra$h, Fernsehfilm)
- 1991: The Big Slice – Ein verrücktes Ding (The Big Slice)
- 1992: The Dance Goes On
- 1993: Mask of Murder 2 (Doppelgänger) (Doppelganger)
- 1993: Sweet Killing
- 1993: Caught in the Act (Fernsehfilm)
- 1993: Paris, France
- 1994: Fun – Mordsspaß (Fun)
- 1994: Tödliche Intrigen (Schemes)
- 1994: Boozecan
- 1995: Die Heiligen der letzten Tage (The Avenging Angel, Fernsehfilm)
- 1995: Kuss des Todes (First Degree)
- 1995: Verschwörung der Angst (The Conspiracy of Fear)
- 1995: Shadow-Ops (Fernsehfilm)
- 1996: Verführung zum Mord (Seduced by Madness: The Diane Borchardt Story, Fernsehzweiteiler)
- 1996: Rowing Through
- 1998: Summer of the Monkeys
- 1998: Bram Stoker: Dark World (Shadow Builder)
- 1998: Kollision am Himmel (Blackout Effect)
- 1998: Star Trek: Deep Space Nine (Fernsehserie, Episode 6 × 17)
- 1999: Dead Aviators
- 1999: Lost Memory (Water Damage)
- 1999–2000: Outer Limits – Die unbekannte Dimension (The Outer Limits, Fernsehserie, 2 Episoden)
- 2000: Bruiser
- 2000: Für alle Fälle Amy (Judging Amy, Fernsehserie, Episode 1 × 17)
- 2001–2002: 24 (Fernsehserie, 24 Episoden)
- 2001: Nora Roberts – Heimkehr in den Tod (Nora Roberts’ Sanctuary)
- 2002: Im Zeichen der Libelle (Dragonfly)
- 2003: The Incredible Mrs. Ritchie
- 2004: 28. Angst über Amerika (Meltdown)
- 2004: Dr. House (House, Fernsehserie, Episode 1 × 10)
- 2005–2006: Welcome, Mrs. President (Fernsehserie, 4 Episoden)
- 2006: Karol – Papst und Mensch (Karol, un Papa rimasto uomo)
- 2007: Everest – Wettlauf in den Tod (Everest, Fernsehzweiteiler)
- 2008: The Fighters (Never Back Down)
- 2008–2010: The Mentalist (Fernsehserie, 4 Episoden)
- 2009: Jesse Stone: Dünnes Eis (Jesse Stone: Thin Ice)
- 2012: The River (Fernsehserie, 8 Episoden)
- 2013–2016: Navy CIS (Fernsehserie, 6 Episoden)
- 2014: The Strain (Fernsehserie, 4 Episoden)
- 2014–2016: Tyrant (Fernsehserie, 10 Episoden)
- 2015: Crimson Peak
- 2015: Rogue (Fernsehserie, 2 Folgen)
- 2015: Blue Bloods – Crime Scene New York (Fernsehserie, 2 Episoden)
- 2015: Jesse Stone. Lost in Paradise
- 2016–2017: Suits (Fernsehserie, 9 Episoden)
- 2017: Slasher (Fernsehserie, 8 Episoden)
- 2018: Seattle Firefighters – Die jungen Helden (Station 19, Fernsehserie, 3 Episoden)
- 2019: Lie Exposed

### Regisseurin
- 2008: A Very Merry Daughter of the Bride (Fernsehfilm)
- 2009: My Neighbor's Secret (Fernsehfilm)
- 2011–2019: Murdoch Mysteries – Auf den Spuren mysteriöser Mordfälle (Fernsehserie, 8 Episoden)
- 2012: Merry In-Laws (Fernsehfilm)
- 2013: Christmas on the Bayou (Fernsehfilm)
- 2016: Aftermath (Fernsehserie, 2 Episoden)
- 2017: Ghost Wars (Fernsehserie, 2 Episoden)
- 2017: Frankie Drake Mysteries (Fernsehserie, Episode 1 × 06)
- 2018–2020: Van Helsing (Fernsehserie, 4 Episoden)
- 2019–2020: Law & Order: Special Victims Unit (Fernsehserie, 2 Episoden)
- 2019–2020: The Order (Fernsehserie, 4 Episoden)
- 2019–2021: Lost in Space – Verschollen zwischen fremden Welten (Lost in Space, Fernsehserie, 3 Episoden)
- 2020: Emergence (Fernsehserie, Episode 1 × 10)
- 2021: Snowpiercer (Fernsehserie, 2 Episoden)